# 茅瑛
茅瑛（英語：Angela Mao Ying，1950年9月20日—），出生名名茅复静，是一位台湾女性武打演員。

## 生平
本名茅复静，1950年出生于英属香港，祖籍浙江。后在台湾长大，1971年加盟邹文怀的嘉禾电影公司。被誉为“女版李小龙”。1977年返回台湾拍戏，1993年小儿子出生后息影，之后和丈夫在美国纽约生活，在法拉盛经营几家餐厅。

## 演出作品
- 《鬼怒川》 (1971)
- 《天龙八将》（1971年）
- 《合气道》（1972年）
- 《铁掌旋风腿》（1972年）
- 《龙争虎斗》（1973年）
- 《跆拳震九州》（1973年）
- 《迎春阁之风波》（1973年）
- 《五雷轰顶》（1973年）
- 《黑路》（1973年）
- 《马路小英雄》（1973年）
- 《绰头状元》（1974年）
- 《中泰拳坛生死战》（1974年）
- 《洪熙官·方世玉·陆阿采》（1974年）
- 《铁金刚大破紫阳观》（1974年）
- 《艳窟神探》（1975年）
- 《鳄潭群英会》（1976年）
- 《密宗聖手》（1976年）
- 《独霸天下》（1976年）
- 《破戒（英语：Broken Oath）》（1977年）
- 《银箫月剑翠玉狮》（1977年）
- 《大脚娘子》（1977年）
- 《怒马飞砂》（1977年）
- 《雌雄双煞》（1978年）
- 《飞燕双娇》（1978年）
- 《烈日野火狂风》（1978年）
- 《浪子一招》（1978年）
- 《猛虎回来》（1978年）
- 《签上签》（1979年）
- 《一代天骄》（1979年）
- 《舞拳》（1979年）
- 《月夜斩》（1980年）
- 《王牌大老千》（1981年）
- 《赌王千王群英会》（1982年）
- 《赌王斗千王续集》（1983年）
- 《書劍江山》（1984年）
- 《忍者大战茅山殭尸拳 》（1987年）
- 《神剑无敌》（1990年）
- 《金装武术电影大全》（1990年）
- 《鬼娘子》（1992年）